# Ugo Mola
Ugo Mola (Sainte-Foy-la-Grande, 14 maggio 1973) è un ex rugbista a 15 e allenatore di rugby a 15 francese, tecnico del Tolosa e in carriera agonistica attivo come mediano d'apertura.

## Biografia
Cresciuto rugbisticamente a Blagnac, esordì in campionato con il Tolosa, con il quale si laureò campione di Francia nella sua ultima stagione di militanza in tale club (1995-96); al Dax dal 1996, ebbe la sua prima esperienza internazionale nel 1997, contro la Scozia nell'ultimo incontro del Cinque Nazioni di quell'anno, vinto con il Grande Slam; benché il resto della sua militanza in Nazionale, 11 incontri su 12 totali, sia concentrato nel 1999, esso è rilevante in quanto comprende tutti gli incontri disputati dalla Francia alla Coppa del Mondo di rugby 1999 in Galles, compresa la finale persa contro l'Australia, che fu anche l'ultima partita di Mola con la selezione maggiore.
Al Castres dal 1999, nel 2000 un infortunio fece ventilare al club l'ipotesi di cedere Mola in prestito al Bristol in Inghilterra per permettergli di giocare, ma il proposito rientrò subito;nel 2005 cessò l'attività agonistica per passare alla carriera tecnica e, dopo un'esperienza in terza divisione a Mazamet, tornò da allenatore nel 2006 al Castres dal quale fu esonerato nel dicembre 2007; nella stagione 2008-09 divenne tecnico degli avanti del Brive, in Top 14, squadra di cui, nella stagione successiva, fu promosso allenatore capo.

## Palmarès

### Giocatore
- Campionati francesi: 1
Tolosa: 1995-96

### Allenatore
- Campionati francesi: 3
Tolosa: 2018-19, 2020-21, 2022-23, 2023-24
- Champions Cup: 2
Tolosa: 2020-21, 2023-24